# Mekar Putih Airport
Mekar Putih Airport är en flygplats i Indonesien.   Den ligger i provinsen Kalimantan Selatan, i den centrala delen av landet, 1 100 km öster om huvudstaden Jakarta. Mekar Putih Airport ligger 15 meter över havet. Den ligger på ön Pulau Laut.
Terrängen runt Mekar Putih Airport är platt.  Omgivningarna runt Mekar Putih Airport är en mosaik av jordbruksmark och naturlig växtlighet.